# Sansané Haoussa
Sansané Haoussa (auch: Sansanné-Haoussa, Sanssané Haoussa) ist ein Dorf und der Hauptort der Landgemeinde Kourteye in Niger.

## Geographie

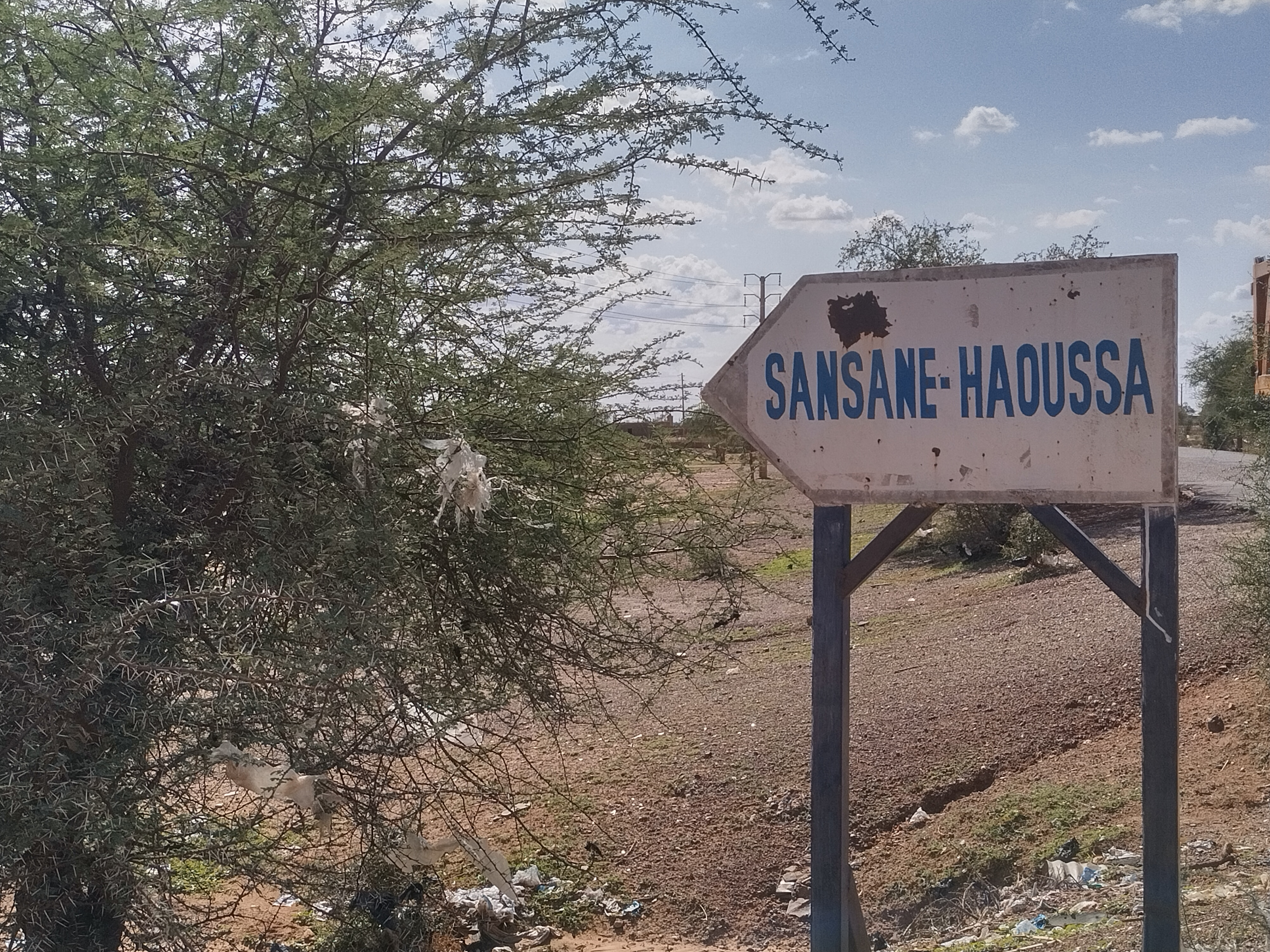
Wegweiser nach Sansané Haoussa (2023)

Das Dorf liegt am Fluss Niger und an der Nationalstraße 1, der wichtigsten Fernstraße des Landes. Die nigrische Hauptstadt Niamey befindet sich in rund 50 Kilometer Entfernung im Südosten. Sansané Haoussa ist Teil der Übergangszone zwischen Sahel und Sudan.

## Geschichte

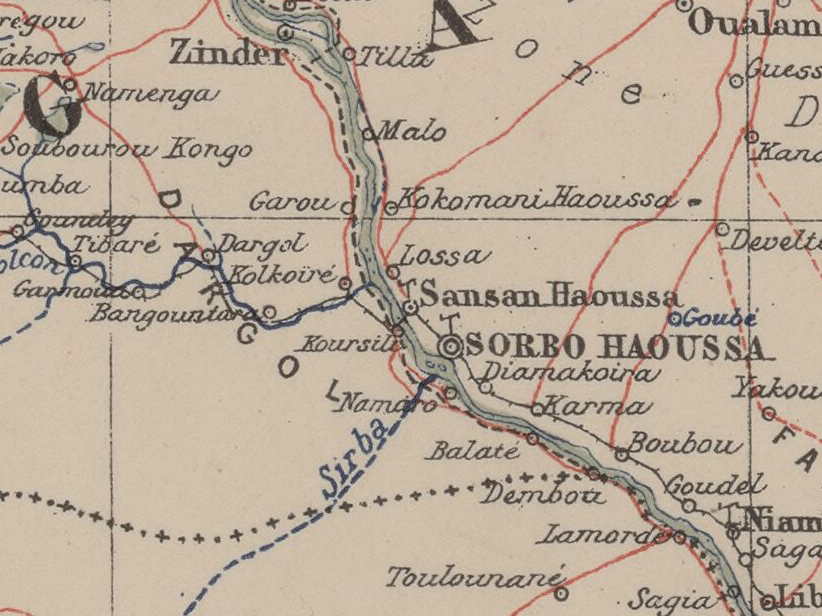
Ausschnitt einer Karte von 1903 mit Sansané Haoussa (Sansan Haoussa) im Zentrum

Nach dem Untergang des Songhaireichs 1591 gehörte Sansané Haoussa zu jenen Orten im heutigen Niger, an denen sich Songhai-Flüchtlinge unter einem Nachkommen der ehemaligen Herrscherdynastie Askiya niederließen. Die französische Mission Voulet-Chanoine plünderte 1899 das Dorf und ermordete viele der Einwohner. Mit der Herrschaft Frankreichs und dessen Steuern verschwand die Rolle Sansané Haoussas als bedeutendes Handelszentrum. Die 374 Kilometer lange Piste von Gaya über Niamey nach Tillabéri, die durch Sansané Haoussa führte, galt in den 1920er Jahren als einer der Hauptverkehrswege in der damaligen Kolonie Niger. Sie war in diesem Abschnitt in der Trockenzeit mit Automobilen befahrbar. Unter französischer Kolonialverwaltung bildete Sansané Haoussa ab 1908 einen eigenen Kanton, der 1924 aufgelöst und dem Kanton Kourteye angeschlossen wurde, aus dem 2002 die Landgemeinde Kourteye hervorging.

## Bevölkerung
Bei der Volkszählung 2012 hatte Sansané Haoussa 3202 Einwohner, die in 501 Haushalten lebten. Bei der Volkszählung 2001 betrug die Einwohnerzahl 2055 in 289 Haushalten und bei der Volkszählung 1988 belief sich die Einwohnerzahl auf 2069 in 309 Haushalten.

## Kultur
Louis Carpeaux schilderte in der autobiografisch gefärbten Kurzgeschichtensammlung Mon roman au Niger die französische Kolonisierung zwischen Sansané Haoussa und Labbézanga. Die Episoden erschienen zunächst 1901 einzeln und unter dem Pseudonym Henri Nielle im Journal des voyages und schließlich 1913 in einem Sammelband.

## Wirtschaft und Infrastruktur
Im Dorf wird ein Wochenmarkt abgehalten. Der Markttag ist Freitag. Es werden die rote Zwiebelsorte Violet de Galmi und weiße Zwiebeln angebaut. Mit einem Centre de Santé Intégré (CSI) ist ein Gesundheitszentrum im Ort vorhanden. Der CEG Sansané Haoussa ist eine Schule der Sekundarstufe des Typs Collège d’Enseignement Général. Das Berufsausbildungszentrum Centre de Formation aux Métiers de Sansané Haoussa (CFM Sansané Haoussa) bietet Lehrgänge in familiärer Wirtschaft und Metallbau an. Die Niederschlagsmessstation in Sansané Haoussa wurde 1981 in Betrieb genommen.